# Chiesa dei Santi Stefano e Andrea
La chiesa dei Santi Stefano e Andrea è un edificio sacro che si trova a Marciano della Chiana.

## Descrizione
La chiesa, ristrutturata a partire dal 1591, ha la pianta a croce latina con abside quadrata; è a tre navate con copertura a capriate; la facciata, a salienti, si deve ad un rifacimento settecentesco.  

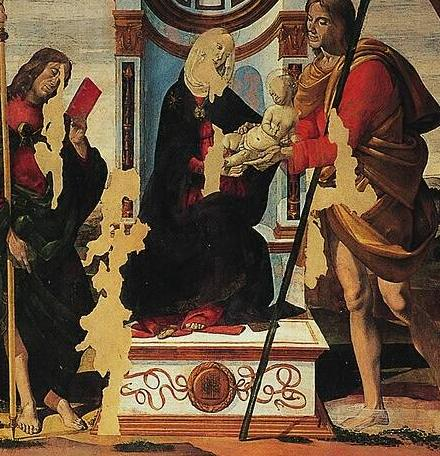
Madonna con il Bambino e i santi Giacomo e Cristoforo (particolare)

L'interno, diviso in tre navate da pilastri, conserva al primo altare destro, la Madonna con il Bambino e i santi Giacomo e Cristoforo, tavola di Bartolomeo della Gatta (1486 circa). 
All'altare in fondo alla navata destra è invece una pala con la Madonna col Bambino in gloria e Santi opera di Girolamo Macchietti con l'intervento della bottega e databile all'inizio degli anni novanta del Cinquecento. 
Dietro l'altare maggiore, sulla parete di fondo si conserva una tela seicentesca di Cosimo Gamberucci raffigurante la Madonna del Rosario, circondata da un'imponente cornice in legno dorato a prospetto architettonico, comprendente una serie di tavolette con i Misteri del Rosario sotto il timpano.
In chiesa è anche un'altra pala del Gamberucci con l'Adorazione dei Magi, firmata e datata 1596.
Accanto alla chiesa, la canonica con facciata in laterizi, oculo e segni di un portale, che fanno ritenere che vi si trovasse la cappella gentilizia del palazzo dei Priori, del XIV o XV secolo.